# Qadriddin Aslonov
Qadriddin Aslonov (tajique: Қадриддин Аслонов), também escrito Kadriddin Aslonov (Distrito de Rasht, RSS Tajique, 29 de maio de 1947 – novembro de 1992) foi um líder estatal e partidário soviético e tajique, presidente do Conselho Supremo da RSS Tajique (1990-1991) e presidente interino do Tajiquistão de 31 de agosto a 23 de setembro de 1991.
Quando seu predecessor Qahhor Mahkamov renunciou ao cargo de Presidente do Tajiquistão, Aslonov foi eleito seu sucessor interino na qualidade de presidente do Soviete Supremo. Uma das primeiras ações de Aslonov como líder foi assinar um decreto pedindo a cessação de todas as atividades do Partido Comunista no território do Tajiquistão e a nacionalização das propriedades do partido. O Congresso do Partido Comunista do Tajiquistão posteriormente se reuniu na segunda quinzena de setembro de 1991 para anunciar a dissolução do Partido Comunista da União Soviética. Ele também assinou um decreto que estabeleceu 9 de setembro como o Dia da Independência. Em 20 de setembro de 1991, Aslonov desfiliou-se do Partido Comunista tajique, bem como de seu Politburo. Em 23 de setembro, as forças conservadoras do governo tajique derrubaram Aslonov. O primeiro secretário do partido, Rahmon Nabiyev, foi empossado como presidente e foi declarado estado de emergência no mesmo dia.
Um ano depois, durante os estágios iniciais da guerra civil que engolfou o país após o colapso da União Soviética, Aslonov foi dado como desaparecido e como morto em novembro de 1992. Segundo relatos, que exigem maiores esclarecimentos, ele foi enforcado por militantes da Frente Nacional Tajique na praça central de Kurgan-Tyube, que era pró-governo.